# Esomus longimanus
Esomus longimanus és una espècie de peix cipriniforme de la família dels ciprínids.

## Morfologia
Els mascles poden assolir els 8 cm de longitud total.

## Distribució geogràfica
Es troba a Àsia: Tailàndia, Cambodja i Malàisia, incloent-hi el riu Mekong.